# Bray
Bray (în irlandeză Bré) este un oraș costal din comitatul Wicklow, Republica Irlanda. Este aflat pe coasta de est a Irlandei, la aproximativ 20 de kilometri distanță de centrul capitalei Dublin. O parte din suburbiile nordice ale orașului sunt localizate în comitatul Dublin.